# معركة تونس (238 ق م)
حصار تونس هو حصار جيش متمرد بقيادة ماثوس الجيش القرطاجي بقيادة حملقار برقا وحنبعل ضمن حرب المرتزقة وقعت في 238 ق م.